# Kyjevsko-mohyljanská akademie
Ukrajinská univerzita (oficiálně Národní univerzita „Kyjevsko-mohyljanská akademie“, ukrajinsky Національний університет «Києво-Могилянська академія») je univerzita sídlící v Kyjevě, jedna z nejstarších univerzit ve východní Evropě.
Škola byla založena roku 1632 coby kolej. Roku 1658 získala titul akademie.
Slavnými absolventy jsou například Hryhorij Skovoroda, Ivan Mazepa a Michail Lomonosov.